# Pseudopolydora pulchra
Pseudopolydora pulchra är en ringmaskart som först beskrevs av Carazzi 1895.  Pseudopolydora pulchra ingår i släktet Pseudopolydora och familjen Spionidae. Arten är reproducerande i Sverige. Inga underarter finns listade i Catalogue of Life.